# The Future Sound of London
The Future Sound of London часто сокращаемое до FSOL — британский электронный дуэт Гарри Кобейна (англ. Garry Cobain) и Брайана Дуганса (англ. Brian Dougans). Хотя их музыку принято считать эмбиентом, музыканты стараются воздерживаться от навешивания ярлыков и отнесения своих творений к какому-либо стилю. Их музыка затрагивает большинство областей электронной музыки: брейкбит, драм-н-бейс, трип-хоп, эмбиент-даб, чистый эмбиент, и в большинстве случаев включает эксперименты, впадающие в крайности. Кобейн и Дуганс получили репутацию ремикшеров, основательно переработав труды различных музыкантов, среди которых Curve, Роберт Фрипп, Дэвид Сильвиан, Гари Лукас, Джон Андерсон, Apollo 440. Как правило, результат получается сложным и весьма необычным, а в отдельных случаях первоначальные песни едва узнаются в переработках. Кроме музыки их интересы затрагивают и другие области, такие как кино и видео, двух- и трёхмерная компьютерная графика и анимация, интернет и радиовещание.

## История
FSOL начал своё существование в Манчестере в середине 1980-х. Дуганс уже имел некоторый опыт сочинения электронной музыки к тому времени, как они вместе с Кобейном начали совместно работать в различных местных ночных клубах. В 1988 году Брайан приступил к работе над проектом для компании Stakker, занимающейся графическими работами. Итогом проекта стал Stakker Humanoid. Гарри участвовал в написании сопроводительного альбома. Также было выпущено видео-сопровождение.
Следующие 3 года дуэт писал музыку под самыми различными псевдонимами. Stakker Humanoid попал в список наиболее популярных записей Великобритании в 1992 году, за ним следовала эмбиентная композиция «Papua New Guinea» в которой была использована зацикленная вокальная партия исполненная Лизой Джеррард. Этот трек стал 1-й официальной работой музыкантов и настоящим прорывом. Как раз в то время Virgin Records искала электронные группы и быстро подписала с ними контракт. Сразу после его подписания Гарри и Брайан начали свои эксперименты, выпустив под псевдонимом Amorphous Androgynous альбом Tales of Ephidrina.
В 1994 году был выпущен альбом Lifeforms, который получил одобрение критиков. Новый альбом почти не содержал ударных, и его музыка действительно была настоящим эмбиентом. Одноимённый сингл был записан при участии Элизабет Фрейзер — вокалистки группы Cocteau Twins. Альбом вошёл в 10-ку наиболее популярных альбомов Великобритании.
В том же 1994 году увидел свет альбом ISDN, который был настолько живым насколько это возможно — в альбоме были использованы живые вещания FSOL через ISDN каналы на разные радиостанции по всему миру и на The Kitchen — авангардное место для выступлений артистов и музыкантов в Нью-Йорке. Тон альбома был темнее и ритмичнее, чем в Lifeforms.
В 1996 году поклонники услышали труд 2-летней работы — Dead Cities. Новый материал альбома состоял из интересной смеси эмбиента и тяжёлой танцевальной музыки. В записи принял участие композитор Макс Рихтер (нем. Max Richter), который начинал участвовать в записи как пианист, а закончил как соавтор нескольких композиций, одна из которых «Max» названа в его честь.
Критики считали, что после Dead Cities творчество дуэта сошло на нет, за исключением некоторых синглов и ремиксов. «We Have Explosive (Radio Edit)» был использован в музыкальном сопровождении к фильму Смертельная битва 2: Аннигиляция, выпущенному в 1997 году, а в игре Wipeout 2097 прозвучала композиция «Landmass».
В 2002 году после 4 лет полной тишины и слухов о психическом заболевании, Кобейн и Дуганс вернулись с The Isness, альбомом, написанным под влиянием психоделической музыки 1960-70-х. Он был выпущен под псевдонимом Amorphous Androgynous. Перед выпуском альбома, музыканты выпустили Papua New Guinea Translations — мини-альбом содержащий перемежение ремиксов FSOL и нового материала из предстоящего The Isness. Как и следовало ожидать, альбом был неоднозначно принят прессой. В то время, как одни издания утверждали, что группа зашла слишком далеко от своей привычной работы, другие называли альбом шедевром современной психоделии и одним из самых захватывающих и уникальных альбомов своего времени. Так, например, Muzik magazine оценил альбом в превосходящие максимум 6/5 баллов.
Спустя 3 года Дуганс и Кобейн продолжили проект Amorphous Androgynous, выпустив альбом Alice in Ultraland. По слухам сопровождаемый фильмом с тем же самым названием, альбом сочетал психоделические эксперименты с The Isness, но в меньшем количестве, дав, таким образом, альбому своеобразную тему и звучание и заменив причудливую музыку интерлюдиями из фанка и эмбиента. Пресса проигнорировала альбом, однако он был встречен теплее, чем его предшественник. В отличие от The Isness над которым потрудилось более сотни музыкантов в процессе его написания и альтернативных версий и альбомов с ремиксами, над Alice in Ultraland трудился почти неизменный состав участников. Тот же состав участвовал в живых выступлениях которые группа давала уже не по ISDN линиям начиная с 2005 года.
Имя FSOL снова появилось в 2006 году с работой под названием «A Gigantic Globular Burst Of Anti-Static», которую преподносили как эксперименты с 6-канальным окружающим звуком. Она была написана для выставки в музее искусства Kinetica, которая соответственно была названа «Life Forms». Данная работа представляла собой переработанный архивный материал и новый абстрактный эмбиент. Вдобавок к музыке прилагался и видеоряд под названием «Stereo Sucks» («Стерео — дрянь») — так музыканты дали понять своё отношения к «несовершенствам» двух каналов, которые уже 20 лет де-факто считаются стандартом в звукозаписи. Эта работа была выпущена на DVD в приложении к выпуску № 182 Future Music Magazine в декабре 2006.
В 2007-м группа выложила в общий доступ ряд композиций из своих архивов, впервые за долгие годы дав поклонникам послушать неизданные работы и таким образом приоткрыв покров тайны над группой. Старый материал FSOL, вместе с отборными новыми экспериментами, в том числе записанными в 6 каналах и неизданный психоделический материал Amorphous Androgynous продаются в их интернет-магазине FSOLdigital. Всего вышло шесть альбомов From The Archives, последний из которых был в 2010 году.
Кроме того, 2007 год стал началом периода Environments. Так называется цикл альбомов состоящих из пяти частей, последняя из которых вышла в 2014 году.